# Bobrujczanka Bobrujsk
Bobrujczanka Bobrujsk – kobiecy klub piłkarski z Bobrujska na Białorusi. Drużyna została założona w 1991 roku. Jest to najbardziej utytułowany klub piłki nożnej kobiet na Białorusi.
Klub powstał w 1991 roku początkowo jako Trikotażnica Bobrujsk. W 1994 roku zespół zdobył swój pierwszy tytuł mistrza kraju. Kolejne zwycięstwa w lidze białoruskiej drużyna notowała w latach 1996–2003 oraz 2010–2012, co czyni ją najbardziej utytułowanym klubem na Białorusi. Największym osiągnięciem klubu w rozgrywkach międzynarodowych jest dojście w sezonie 2004/2005 do ćwierćfinału Pucharu UEFA (poprzednik Ligi Mistrzów).

## Kadra
Stan na 7 września 2020
| Nr | Poz. | Piłkarz                 |
| -- | ---- | ----------------------- |
| 1  | BR   | Tatsiana Makhouskaya    |
| 12 | BR   | Sviatlana Novikava      |
| 5  | OB   | Oksana Shpak            |
| 9  | OB   | Valeriya Bondareva      |
| 11 | OB   | Ekaterina Lutskevich    |
| 15 | OB   | Sorelle Tagne Metiefang |
| 17 | OB   | Alena Buzinova          |
| 30 | OB   | Daria Shirochkina       |
| 77 | OB   | Katsiaryna Kuchynskaya  |
| 88 | OB   | Volha Manzhuk           |
| 3  | PO   | Hanna Rabchanka         |
| 8  | PO   | Valeriya Kuncevich      |
| 10 | PO   | Viktoryia Shliakhtsina  |
| 13 | PO   | Alina Gorbachyova       |

| Nr | Poz. | Piłkarz              |
| -- | ---- | -------------------- |
| 14 | PO   | Zoya Harbunova       |
| 19 | PO   | Natalia Vasiljeva    |
| 20 | PO   | Svetlana Pekhota     |
| 21 | PO   | Tatsiana Haurylenia  |
| 23 | PO   | Volha Haurylenia     |
| 25 | PO   | Liliya Zhyholka      |
| 27 | PO   | Arina Ivanova        |
|    | PO   | Elizaveta Kachan     |
|    | PO   | Ekaterina Strelchik  |
| 4  | NA   | Darya Khramko        |
| 30 | NA   | Macleans Chinonyerem |
| 31 | NA   | Volha Aniskoutsava   |
|    | NA   | Marina Pekhota       |
|    | NA   | Violetta Belochub    |